# Hugh Hamshaw Thomas
Pour les articles homonymes, voir Hugh Thomas (homonymie) et Thomas.
Hugh Hamshaw Thomas est un paléobotaniste britannique, né le 29 mai 1885 à Wrexham et mort le 30 juin 1962 à Cambridge.
Il reçut la médaille linnéenne en 1960.

## Source
- Traduction de l'article de langue anglaise de Wikipédia (version du 24 janvier 2008).